# Drama japonés
Dorama (ドラマ lit. Drama?) es el término utilizado en Japón para referirse a las series de televisión en imagen real de producción local. De 10 a 14 capítulos cada una, estas series japonesas son también conocidas en Japón como TV Drama (テレビドラマ Terebi Dorama?). Son el equivalente a las miniseries, formando parte de la programación diaria. Todas las cadenas japonesas producen diversas miniseries de diferentes temas: romance, comedia, terror, policíaco, etc. Se emiten en temporadas de tres meses: la mayoría por las noches entre semana de 21:00 a 23:00. Se suelen emitir semanalmente y tiene una duración aproximada de entre 10 y 14 episodios (aunque en caso de que sea un gran éxito, puede que se emita un capítulo extra o un epílogo al finalizar la serie).

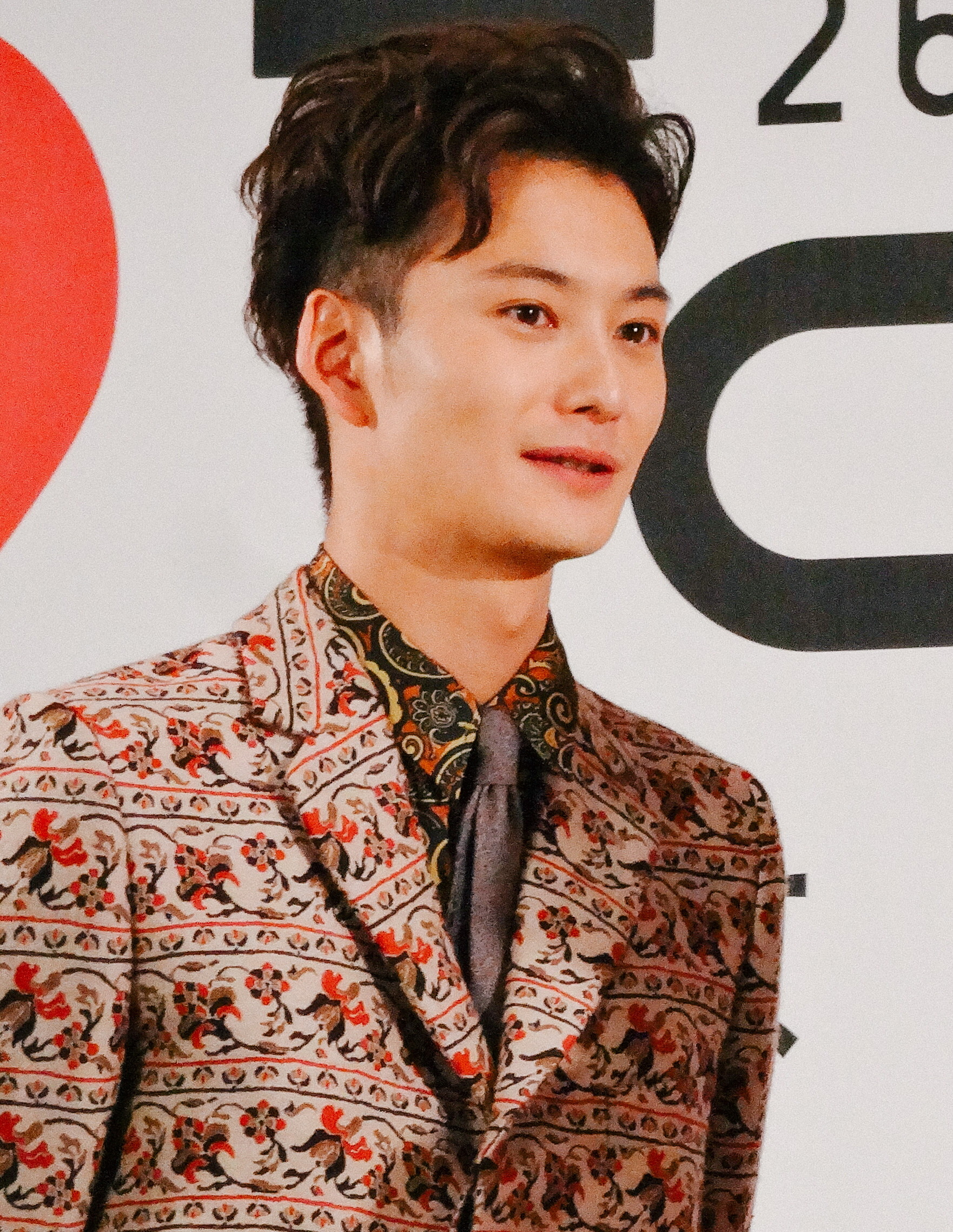
El actor Masaki Okada, quien ha aparecido en numerosos doramas.

Las traducciones y la facilidad de ser conseguido por internet ha ampliado su aceptación por gente de otros países, quienes siguen usando el término "dorama" para referirse a estos. Las temporadas en las cuales se emiten los doramas son: invierno: enero-marzo, primavera: abril-junio, verano: julio-septiembre y otoño: octubre-diciembre.

## Etimología
El término se deriva del inglés Radio Drama, que es un tipo de programación radiofónica de corte teatral (conocido también como radioteatro o radionovela). Este tipo de programación ha sido muy popular en Japón desde su aparición en los años 1920; aunque el uso de la radio como medio de difusión para esta programación ya no es el principal, Radio Drama se utiliza coloquialmente para cualquier tipo de drama de sólo audio. Con la aparición de la Televisión, se comenzó a utilizar el término TV Drama para el equivalente de estos programas. El término TV Drama en Japón se utiliza para cualquier tipo de programación en imagen real incluyendo sitcoms/comedias, dramas (policíacos, romance, etc.) o sentai (como Power Rangers). Con la aparición de la Internet y el aumento de la tasa de transmisión, aparecieron los Net Drama en servicios de vídeo en demanda tanto gratuitos como de paga. En occidente, se excluye el medio (Radio/TV/Net) y se les denomina simplemente Dorama, que es la pronunciación de la transliteración de la palabra inglesa Drama en la escritura katakana: ドラマ/dorama.
Los seguidores de las series, tanto de televisión japonesa como de la coreana, se han acostumbrado a utilizar la palabra «Dorama». Sin embargo, por ser ésta la pronunciación japonesa, también se han utilizado los términos J-Drama y K-Drama (en analogía a J-Pop y K-Pop) para tratar de separarlas, pero esto no ha sido ampliamente adoptado.

## Emisoras
Las principales emisoras de doramas son Fuji TV, TBS, NTV, TV Asahi y NHK. Cada cadena televisiva se centra mayormente en una temática específica. Fuji TV es una de las más populares, con las llamadas «telenovelas nocturnas» del lunes, normalmente historias de amor. TV Asahi se enfoca en temas históricos (o jidaigeki) y policiacos. NHK se centra en historias de temática adulta.
Es bastante común que en el reparto aparezcan cantantes, actores o famosos en general, muy conocidos para el público.
Uno de los actores más conocidos es Jun Matsumoto. Conocido principalmente por su papel en: Hana Yori Dango, Kimi wa Petto, Bambino, Gokusen, etc. Otros actores-actrices y/o cantantes famosos son Tomohisa Yamashita, Shun Oguri, Haruma Miura, Kazuya Kamenashi, Erika Toda, Mao Inoue y Juri Ueno.